# Liste de films français sortis en 1927
Listes de films français
- 1923
- 1924
- 1925
- 1926
- 1927
- 1928
- 1929
- 1930
- 1931

Liste non exhaustive de films français sortis en 1927 :
| Titre                               | Réalisateur                     | Distribution                                                 | Genre         | Notes  |
| ----------------------------------- | ------------------------------- | ------------------------------------------------------------ | ------------- | ------ |
| À l'ombre des tombeaux              | André Hugon                     | Camille Bert, Max Tréjean, Georges Melchior                  |               |        |
| L'Agonie de Jérusalem               | Julien Duvivier                 | Edmond Van Daële, Maurice Schutz Marguerite Madys            | Drame         |        |
| André Cornélis                      | Jean Kemm                       | Claude France, Suzy Pierson, Simone Genevois                 | Serial        | 7 ép   |
| Belphégor                           | Henri Desfontaines              | Jeanne Brindeau, Alice Tissot, Elmire Vautier                | Aventures     |        |
| Le Bonheur du jour                  | Gaston Ravel                    | Pierre Batcheff, Elmire Vautier, Henry Krauss                |               |        |
| Casanova                            | Alexandre Volkoff               | Ivan Mosjoukine, Diana Karenne Suzanne Bianchetti            | Biographie    |        |
| Catherine ou Une vie sans joie      | Jean Renoir et Albert Dieudonné | Catherine Hessling, Louis Gauthier, Albert Dieudonné         | Drame         |        |
| Celle qui domine                    | Carmine Gallone Léon Mathot     | Léon Mathot, Soava Gallone                                   | Drame         |        |
| Chantage                            | Henri Debain                    | Huguette Duflos, Andrée Vernon, Yvette Langlais              | Drame         |        |
| Le Chasseur de chez Maxim's         | Roger Lion Nicolas Rimsky       | Nicolas Rimsky, Simone Vaudry, Éric Barclay                  | Drame         |        |
| Les Cinq Sous de Lavarède           | Maurice Champreux               | Georges Biscot, Janine Liezer Carlos Avril, Paulette Berger  |               |        |
| La Cousine Bette                    | Max de Rieu                     | Germaine Rouer, Alice Tissot, François Rozet                 | Drame         |        |
| Le Dédale                           | Gaston Roudès, Marcel Dumont    | Céline Alix, Robert Conche, Claude France                    | Mystère       |        |
| Éducation de prince                 | Henri Diamant-Berger            | Edna Purviance, Armand Bernard Pierre Batcheff               |               |        |
| En rade                             | Alberto Cavalcanti              | Pierre Batcheff, Catherine Hessling, Nathalie Lissenko       | Drame         |        |
| En Tripolitaine (Les Troglodythes)  | Marc Allégret                   |                                                              | Documentaire  |        |
| Feu !                               | Jacques de Baroncelli           | Dolly Davis, Charles Vanel, Max Maxudian                     | Guerre        |        |
| La Fin de Monte-Carlo               | Mario Nalpas, Henri Etiévant    | Jean Angelo, Francesca Bertini, Vladimir Gajdarov            |               |        |
| Fleurette/Fleur d'amour             | Marcel Vandal                   | Louis Alberti, Paul Amiot, Léon Arvel                        |               |        |
| Florine, la fleur du Valois         | E.B. Donatien                   | Lucuenne Legrand, E.B. Donatien, Jean Demerçay               |               |        |
| La Glace à trois faces              | Jean Epstein                    | Jeanne Helbling, René Ferté                                  | Drame         |        |
| La Glu                              | Henri Fescourt                  | Germaine Rouer François Rozet                                | Drame         |        |
| Grand Gosse                         | Benito Perojo                   | Juan de Orduña, Suzy Vernon, Maurice Schutz                  | Drame         |        |
| La Grande amie                      | Max de Rieux                    | Paul Asselin, María Dalbaicín, José Davert                   |               |        |
| L'Île enchantée                     | Henry Roussell                  | Gaston Jacquet, Rolla Norman, Renée Héribel                  |               |        |
| Le joueur d'échecs                  | Raymond Bernard                 | Pierre Blanchar, Charles Dullin, Édith Jéhanne               | Drame         |        |
| Marquitta                           | Jean Renoir                     | Marie-Louise Iribe, Jean Angelo, Henri Debain                | Drame         |        |
| Muche                               | Robert Péguy                    | Jean Aymé, Alexej Bondireff, Madeleine Guitty                |               |        |
| Napoléon                            | Abel Gance                      | Albert Dieudonné, Antonin Artaud, Gina Manès                 | historique    |        |
| Le Navire aveugle                   | Joseph Guarino, Adelqui Millar  | Adelqui Millar, Marthe Mellot, Colette Darfeuil              |               |        |
| Paris, Cabourg, Le Caire et l'amour | Gabriel de Gravone              | Alex Allin, Gabriel de Gravone Anthony Gildès, Janine Liezer |               |        |
| La Petite Fonctionnaire             | Roger Goupillières              | Yvette Armel, André Roanne, Pauline Carton                   | Drame muet    | ,      |
| Phi-Phi                             | Georges Pallu                   | Georges Gauthier, Gaston Norès, Rita Jolivet                 |               |        |
| Le Prince Zilah                     | Gaston Roudès                   | Genica Missirio, France Dhélia, Arlette Verlaine             | Drame         |        |
| Printemps d'amour                   | Léonce Perret                   | Gina Manès                                                   |               |        |
| La Proie du vent                    | René Clair                      | Sandra Milowanoff Charles Vanel Lillian Hall-Davis           | Drame         |        |
| La P'tite Lili                      | Alberto Cavalcanti              | Catherine Hessling Jean Renoir, Guy Ferrant                  | Court métrage | 15 min |
| La Reine des papillons              | Ladislas Starewitch             | Nina Star                                                    | Anomation     | 20 min |
| La Revue des revues                 | Joe Francis                     | André Luguet, Hélène Hallier, Joséphine Baker                |               |        |
| Rue de la Paix                      | Henri Diamant-Berger            | Andrée Lafayette, Suzy Pierson, Malcolm Tod                  |               |        |
| La Sirène des tropiques             | Henri Etiévant, Mario Nalpas    | Joséphine Baker, Pierre Batcheff, Georges Melchior           | Comédie       |        |
| Sur un air de charleston            | Jean Renoir                     | Catherine Hessling, Johnny Higgins, Pierre Braunberger       | Court métrage | 17 min |
| La Vestale du Gange                 | André Hugon                     | Camille Bert, Max Tréjean, Georges Melchior                  |               |        |
| Voyage au Congo                     | Marc Allégret                   |                                                              | Documentaire  |        |
| Yasmina                             | André Hugon                     | Camille Bert, Huguette Duflos, Léon Mathot                   |               |        |